# Gerhart-Hauptmann-Gymnasium Wismar
Das Gerhart-Hauptmann-Gymnasium Wismar (kurz GHG) ist aus einer 1905 begründeten Knabenvolksschule hervorgegangenes öffentliches Gymnasium in der Innenstadt Wismars in Mecklenburg-Vorpommern. In den Jahren der DDR beherbergte das denkmalgeschützte Gebäude eine Polytechnische Oberschule. Seit 1992 ist die Lehreinrichtung neben dem der Großen Stadtschule das zweite in Wismar ansässige Gymnasium.

## Geschichte

### Entstehung

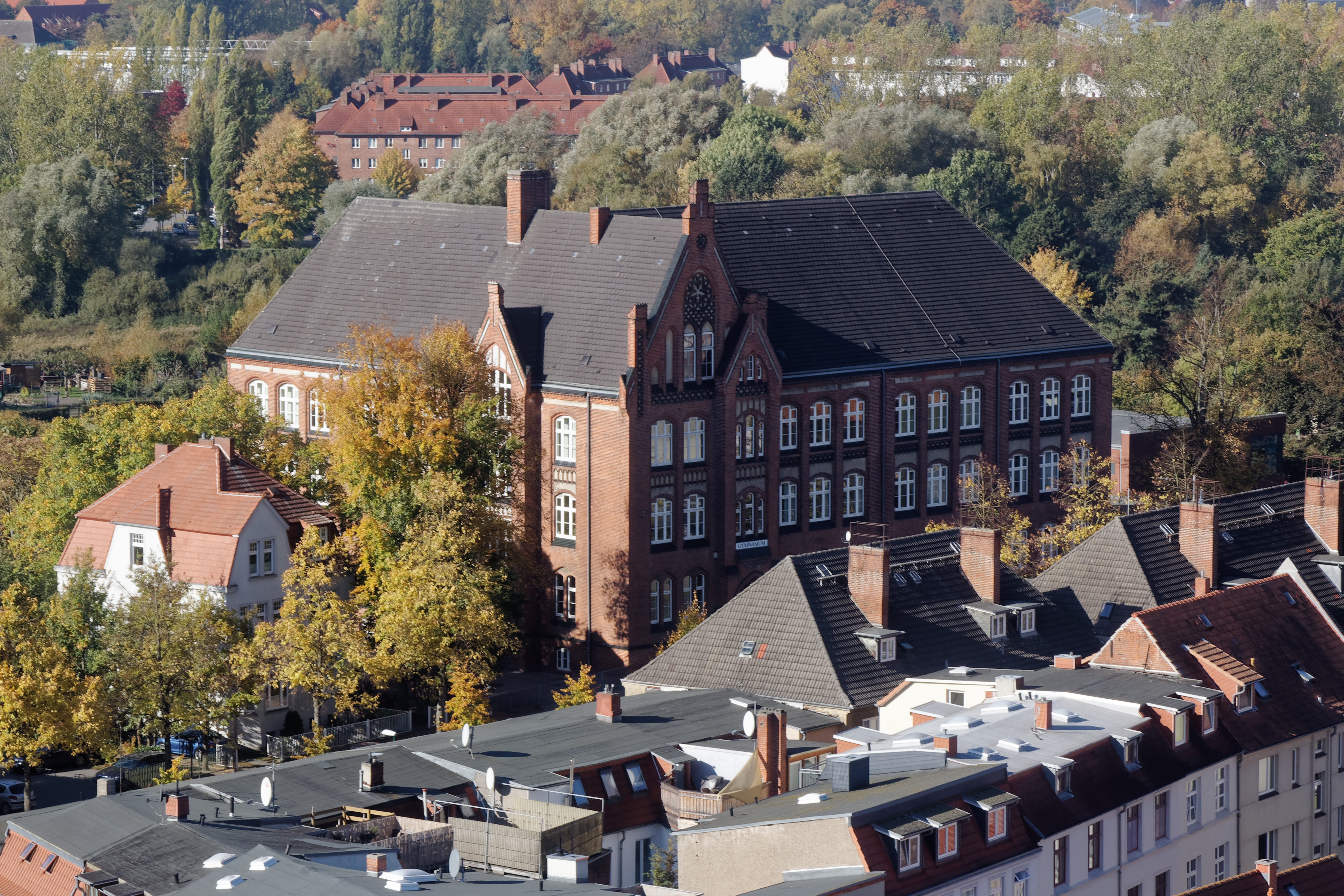
Das Gerhart-Hauptmann-Gymnasium, Blick von der Aussichtsplattform der Kirche St. Georgen

Das in neogotischem Baustil mit roter Klinkerverblendung errichtete denkmalgeschützte Gebäude des heutigen Gerhart-Hauptmann-Gymnasiums wurde von 1903 bis 1905 im Zuge einer umfassenden Erneuerung der städtischen Schulinfrastruktur nach den Plänen des Wismarer Architekten Johannes Busch an der Dahlmannstraße als Knabenvolksschule erbaut. Nach Beginn des Schulbetriebes war sie 1905 siebenklassig aufgeteilt. 1908 besuchten bereits 922 Schüler die Lehreinrichtung.

### Weimarer Republik
Die Nachkriegswirren griffen auch auf die Schulen in Mecklenburg-Schwerin über. Am 17. Mai 1920 schrieb die Landesverfassung die allgemeine Schulpflicht fest, was auch für die Knabenvolkshochschule feste Rahmenbedingungen setzte.

### Drittes Reich
Mit Beginn des Zweiten Weltkrieges änderten sich die Aufgaben der Volks- und Mittelschulen. Neue Lehrpläne wurden eingeführt. Im April 1942 waren auf infolge eines größeren Nachtangriffs auf das Stadtgebiet Wismars durch Flugzeuge der Royal Air Force mit mehreren Nahtreffern am Gebäude die Schulverhältnisse so katastrophal, dass ein geregelter Schulbetrieb nicht mehr annähernd sichergestellt werden konnte. Im weiteren Verlauf des Krieges wurde die Einrichtung der Knabenvolksschule als Hilfskrankenhaus eingerichtet.

### Nachkriegszeit
Nach dem Krieg begann der Schulbetrieb wieder, am Ende des Schuljahres 1948/49 wurden erstmals einheitliche Abschlussprüfungen in allen Grundschulen Wismars durchgeführt. Die Namen der Schulen im Stadtkern Wismars wurden 1949 geändert, somit wurde aus der Knabenvolksschule die Gerhart-Hauptmann-Schule. Seit Anfang der 1960er Jahre wurde das im Bildungssystem der DDR verankerte POS-Konzept auch in Wismar eingeführt und die Schule führte den Namen POS Gerhart Hauptmann.
Seit 1992 ist die Lehreinrichtung eine zur Hochschulreife weiterführende Schule des sekundären Bildungsbereichs und somit neben der Großen Stadtschule die zweite gymnasiale Bildungseinrichtung in der Hansestadt Wismar.
Anfang Dezember 2015 wurde das Schulgebäude als dringend sanierungsbedürftig eingestuft und umfangreiche Umbauten in Betracht gezogen. Zu diesem Zweck muss das Gebäude komplett leer gezogen werden. Die Baukosten werden mit mehr als 10 Millionen Euro beziffert.

### Wichtige Eckdaten der gymnasialen Entwicklung seit 1992
- 1992: Gründung des Gerhart-Hauptmann-Gymnasiums (GHG) wird mit einem zweitägigen Schulfest gefeiert.
- 1993: Gründung des Schulclubs
- 1994: Gründung des gemeinnützigen Schulvereins
- 1995: Die Schule öffnet am 9. Mai erstmals ihre Pforten zum Tag der offenen Tür
- 1997: 5-jähriges Jubiläum – Grund zum Feiern
- 1999: Auf Kontakte mit Schülern aus Schweden, Frankreich und Polen erfolgt der anschließende Schüleraustausch.
- 2000: Das GHG ist am Internet angeschlossen und kann sich mit einer eigenen Homepage präsentieren. / Die Einweihung des Clubkellers wird gefeiert.

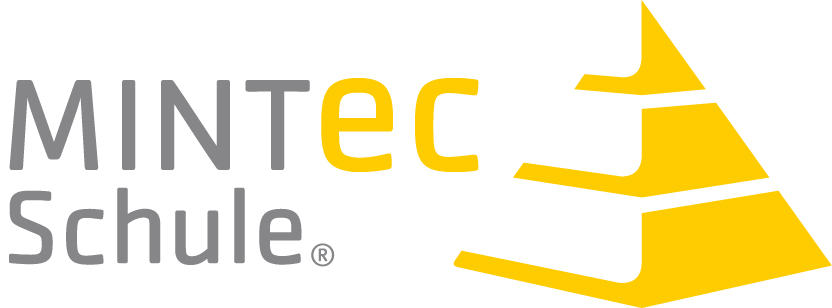
Logo der MINT-EC Schulen

- 2001: Erstes gemeinsames Hoffest der 5. und 6. Klassen auf dem Gelände des „Hauses Weigel“ / Das GHG ist Pilotschule in dem bundesweiten Projekt der deutschen Stiftung denkmal-aktiv: Kulturerbe macht Schule / Auf Beschluss der Zusammenlegung des GHG mit dem „Helene-Weigel-Gymnasium“ erfolgt die Aufnahme des Schulbetriebes zu Beginn des neuen Schuljahres.
- 2008: GHG wird 100. MINT-EC-Schule[3]

## Name
Der Name wurde zu Ehren des deutschen Dramatikers und Schriftstellers Gerhart Hauptmann (1862–1946) ausgewählt. Dieser erhielt 1912 den Nobelpreis für Literatur.

## Bekannte Schulangehörige
Schüler
- Susanne Bowen (* 1979), politische Beamtin